# Acacia seyal
Acacia seyal är en ärtväxtart som beskrevs av Alire Raffeneau Delile. Acacia seyal ingår i släktet akacior, och familjen ärtväxter. Utöver nominatformen finns också underarten A. s. fistula.

## Bildgalleri

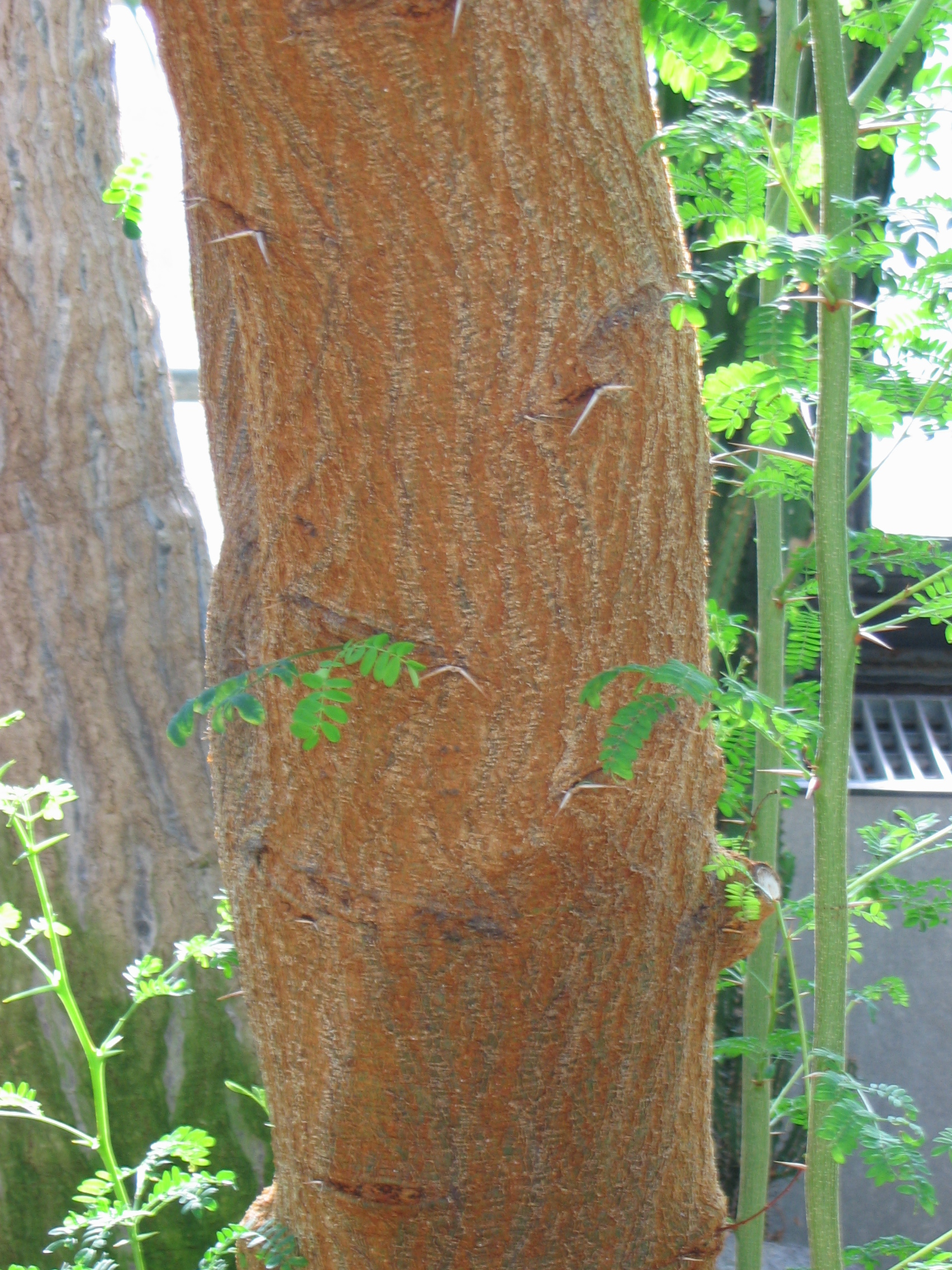
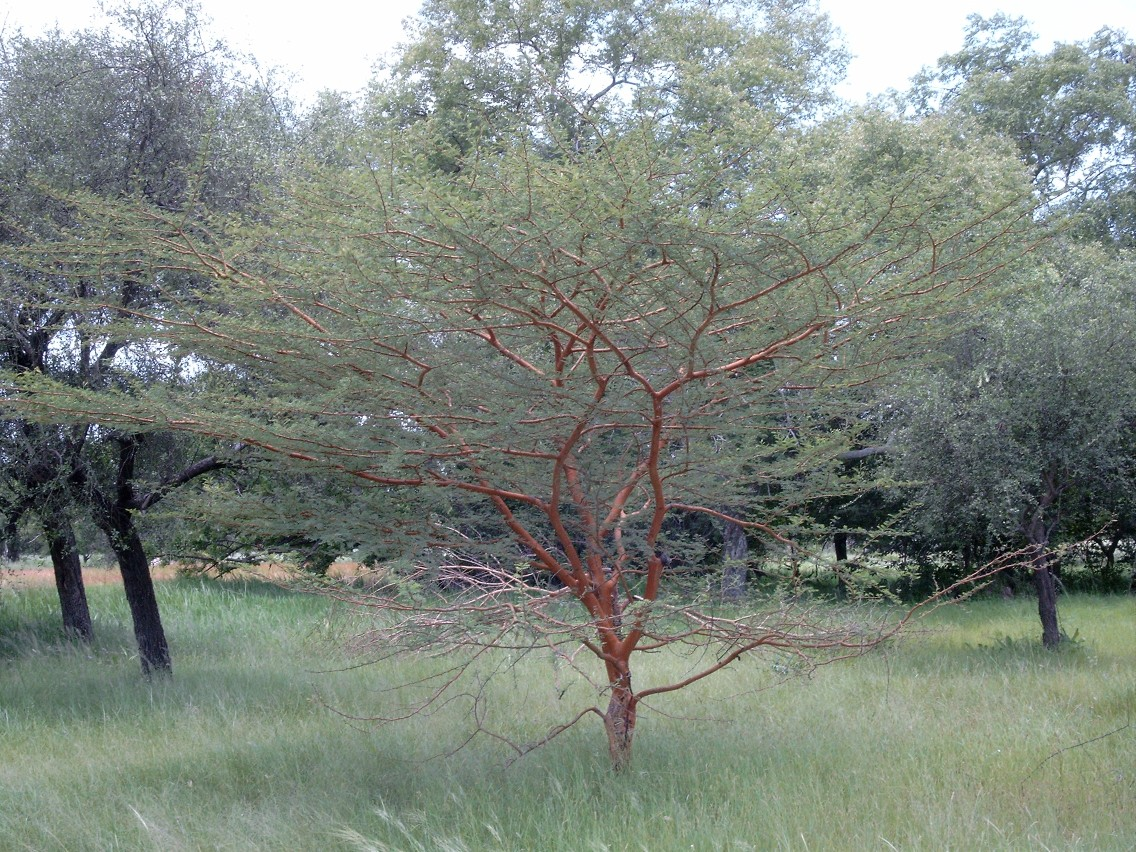
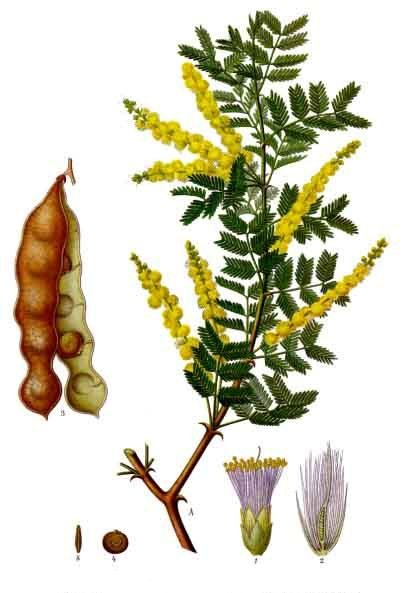